# Anselme Bellegarrigue
Anselme Bellegarrigue (Tolosa de Llenguadoc, 1813 - San Salvador, 31 de gener de 1869) va ser un anarquista occità. Va participar en la Revolució de 1848 i va ser editor d'alguns periòdics en què exposà les seves idees considerades anarquistes individualistes.

## Orígens
Es coneix poc sobre la infància i l'edat adulta d'Anselme Bellegarrigue. D'acord amb el seu amic proper i periodista Ulysse Pic, va anar al Lycée d'Auch durant algun temps i després va viatjar a fi de formar la seva pròpia educació: entre 1846 i 1848 va visitar Nova York, Boston, Nova Orleans i el Carib. Aquests viatges el van convèncer dels avantatges de la democràcia i les llibertats individuals.
L'historiador català de l'anarquisme individualista Xavier Diez reporta que, durant els seus viatges pels Estats Units, Bellegarrigue «va contactar, almenys, amb Henry David Thoreau i, probablement, amb Josiah Warren». Diez esmenta com a úniques fonts als historiadors George Woodcock i Max Nettlau. El primer afirma que la concepció anarquista de Bellegarrigue s'assembla, per la seva idea de la desobediència, a la de Henry Thoreau, i que «va poder haver estat en contacte» amb les seves idees; encara que el segon no esmenta tal relació.

## Participació en la Revolució Francesa de 1848
Anselme Bellegarrigue va tornar a França el 21 de febrer de 1848, el dia abans dels esdeveniments que posarien fi al regnat de Lluís Felip I. Tot i participar en la revolta, mai no va deixar de criticar el rumb pres pel moviment des de l'endemà de la finalització de la Monarquia de Juliol. Quan un jove treballador passa dient: «Aquesta vegada no serem despullats de la nostra victòria!», en clara referència a la Revolució de Juliol que no havia instaurat un règim que satisfés les reivindicacions obreres, ell respon: «Ah, amic meu, la victòria ja ha estat robada: per ventura no s'ha declarat un govern provisional?».
També va participar en la Société fraternelle républicaine centrale (també anomenada Club de Blanqui), on va acusar tots els partits polítics de la Segona República Francesa d'haver segrestat la revolta popular i d'haver generat més autoritarisme i concentració de poder, titllant-los «la verola de les nacions». Es va negar a anomenar aquesta època de la història com a revolució, en lloc d'això va afirmar que «la revolució de 1848 ha estat només una consolidació del que ha de ser abolit» perquè «una revolució ha de ser la ruïna no d'un govern, sinó de tots els governs». Tot i participar en una societat composta principalment per pensadors socialistes, es va oposar a totes les mesures autoritàries i a totes les mesures de caràcter social, ja que considerava que qualsevol intervenció governamental manifesta l'esclavitud d'alguns cap a alguns altres, o d'un conflicte violent entre els homes: «L'anarquia és l'ordre, el govern és la guerra civil».

També es refereix a conceptes de la desobediència civil i de la servitud voluntària:
| « | Un demòcrata no es qui mana, sinó qui desobeïx. Vostè creu que ara per ara hi ha tirans? Bé! Vostè s'equivoca, ja que sols son esclaus: on ningú no obeeix, ningú no mana. | » |

 El 1849 va fundar l'Association des Libres Penseurs en Meulan infancia amb alguns amics, entre ells Ulysse Pic, amb la finalitat de publicar pamflets anarquistes però, a causa de les detencions de diversos membres importants, van disminuir i, finalment, van posar fi a aquestes activitats.

## Publicacions
Anselme Bellegarrigue va publicar, va editar i va escriure diversos textos anarquistes. Entre octubre i desembre del 1848 va publicar el pamflet Au fait! Au fait! Interprétation de l'idée démocratique a Tolosa de Llenguadoc, la seva primera obra coneguda. Amb ell, Ulysse Pic edità Le Dieu des riches et le Dieu des pauvres i Jean Mouton et le percepteur.
Va ser també editor del diari La Civilisation a partir del març de 1849, un periòdic local d'una tirada de 2.000 exemplars. Per als seus amics de l'Association des Libres Penseurs, va escriure un article titulat «L'anarchie, c'est l'ordre» (L'anarquia és l'ordre) el 3 d'abril de 1850 en l'edició número 3 de La Voix du Peuple, encara que no es va arribar a publicar.
Més tard, va escriure i editar l'Anarchie, Journal de l'Ordre que només va tenir dos números a causa dels pocs lectors: el tercer número, que conté un estudi sobre l'origen de la riquesa, mai no va ser publicat. Segons Sharif Gemie, aquesta revista, que en el seu primer número publicà el Manifest Anarquista, constitueix el primer manifest anarquista del món i un dels primers usos moderns de la paraula «anarquia» com a ideari polític.
El 1851 va començar a escriure la novel·la Le Baron de Camebrac, en tournée sur le Mississipi, publicada episòdicament fins al 1854, i l'assaig Les femmes d'Amérique, que descriu les seves observacions sobre la societat americana. Va participar el 1851 en la redacció de l'Almanach de la Vile Multitude, en què també van participar Proudhon i Blanqui, i va preparar un Allmanach de l'Anarchisme per a l'any 1852, que mai no va ser publicat a causa del Cop d'Estat francès de 1851.

## Retorn a Amèrica
En establir-se el Segon Imperi Francès, Anselme Bellegarrigue va tornar a Amèrica, a Hondures, on, segons Max Nettlau, va ser professor, i després a San Salvador, on va ensenyar llengua francesa en institucions privades i va ser catedràtic de Filosofia, Dret públic i Economia política a la universitat. Segons el seu fill, després de passar tres anys a San Salvador va decidir tornar a la vida natural i es van assentar a Teotepeque, una petita localitat de la costa al Pacífic salvadorenc. De retorn a la capital salvadorenca, va morir la nit del 31 de gener de 1869. L'endemà, les seves restes van ser inhumades en el cementiri local, després d'una cerimònia funerària al temple de Santo Domingo.

## L'anarquisme de Bellegarrigue
Bellegarrigue va ser un contemporani de Pierre Joseph Proudhon i «Els debats i discussions amb Proudhon el portaran a un enfrontament amb els partidaris del mutualisme i a un rebuig recíproc, a pesar que les seves concepcions no estaven massa allunyades entre si. Bellegarrigue, malgrat acceptar la societat com alguna cosa necessària i natural a més de desitjable, s'aproximava als postulats de Max Stirner en el sentit de negar tot principi superior que sobrepassés la pròpia existència individual».
| « | Cada home es un egoista, qui deixa de ser-ho, és un objecte. Qui diu que no, es un mentider. L'autosacrifici és l'esclavitud i la degradació de la llibertat, l'abjecció és el rei i el govern, és la tirania, el conflicte i la guerra civil. L'individualisme, en canvi, és l'alliberament, la grandesa, la noblesa, és l'home, és la gent, és la llibertat, és la fraternitat, és l'ordre. | » |

En els seus textos va defensar una forma de democràcia comunitària sense poder central i sense institució governant màxima, on la ciutadania gaudís de la màxima sobirania individual i només voluntàriament participés en una facultativa administració local. També va donar suport a la idea que el bé comú és sempre la suma del propi interès de cada persona.
| « | L'interès col·lectiu no pot ser complet, excepte quan l'interès privat es manté complet, igual que el bé comú de tots és bo, només es necessita que, en una societat, l'interès individual d'un sol ciutadà es vegi perjudicat per l'interès col·lectiu perquè es posi fi immediatament a l'interès de tots i, per tant, deixi d'existir. | » |